# 穆贡市镇
穆贡市镇（俄语：Мугунское муниципальное образование）是俄罗斯联邦伊尔库茨克州图伦区所属的一个市镇。其下辖有个居民点，行政中心为穆贡。据2016年统计，该市镇的人口为1217人。